# Anime Music Video
Als Anime Music Video (engl. f. Anime-Musikvideo, abgekürzt AMV) wird ein Musikvideo bezeichnet, das von Fans aus Ausschnitten von Anime-Produktionen und dazu gewählter Musik erstellt wird. Die Anime Music Videos bilden eine Untergruppe der Unofficial Music Videos (UMVs), welche Abwandlung bestehender Videos jeglicher Art darstellen und sich nicht auf Anime beschränken. Ursprünglich wurden sie auf Anime-Conventions vorgeführt und die Verbreitung der AMVs war von diesen Treffen abhängig. Dies änderte sich mit der Einführung des Internets und ausreichenden Netzkapazitäten. So gelten die Videos heute als eine Ausdrucksform der Fans, wo das Recycling von Ideen und die Neuerfindung von Inhalten eine zentrale Rolle in der Vorstellung von Jugendlichen und Erwachsenen spielt.
Durch die freie Gestaltung der Musikvideos entstehen auch Werke, die einen vollkommen neuen Eindruck von einem Anime hinterlassen, da z. B. nur bestimmte Szenen ausgewählt werden, die eine besondere Stimmung oder Situation reflektieren. Die Vermischung von Videos verschiedener Quellen führt auch dazu, dass in diesen Charaktere aufeinandertreffen, die sich vermutlich nie in einem Werk begegnet wären.

## Geschichte
Das erste parodierende Anime Music Video wurde laut Fred Patten im Dezember 1982 von James Kaposztas in New Jersey aufgeführt. Es bestand aus brutalen Szenen des Animes Uchū Senkan Yamato, die mit dem Titel All You Need Is Love der Beatles unterlegt wurden.
Im September 1993 lässt sich der erste bemerkenswerte Auftritt eines AMVs verzeichnen. Vlad G. Pohnerts Orange Road verband den Hit I Only Want to Be with You (1989) von Samantha Fox mit Videoausschnitten aus der Anime-Umsetzung von Izumi Matsumotos Kimagure Orange Road. Beide Werke teilten sich die inhaltliche Gemeinsamkeit, einen intellektuellen Jungen zu begleiten, der sich in ein eigenwilliges Mädchen verliebt und dazu verschiedene Hindernisse überwinden muss. Obwohl das AMV nur bei privaten Veranstaltungen gezeigt wurde und somit einem begrenzten Publikum bekannt war, dient es als Indiz für die Verwandtschaft beider Themen in der Populärkultur.
Die erste Generation von AMV-Erstellern wie Otaku Vengeance oder Dark Rose Studios brachte auch Werke hervor, die sich dunkler, rebellischer Titel bedienten und den ursprünglichen Inhalt des Animes pervertierten. So sangen etwa in dem AMV Bitches die Figuren aus der Kinderserie Pokémon lippensynchron Verse wie „Bitches love me, cause they know that I can rock […]“.

## Einteilung
AMVs können hinsichtlich verschiedener Merkmale eingeteilt werden. Waren früher AMVs einfache Aneinanderreihungen und Wiederholungen einzelner Szenen, die teils mit einfachsten Schnitttechniken, wie dem Überspielen von VHS- zu VHS-Rekorder entstanden, so nahm der Anspruch mit der Verbreitung des professionellen Videoschnitts am heimischen PC zu. Es entwickelten sich zwei grundlegende Arten von Videos: zum einen die AMVs, die die modernen Effekte und Möglichkeiten nutzen, um die Impressionskraft der Anime im Zusammenspiel mit der Musik zu steigern, zum anderen die Ersteller von Videos, die es hauptsächlich nur auf die Effekte an sich abgesehen haben. Weiterhin lassen sich die Videos nach Themen gliedern, wie es beispielsweise Jamie Sexton aufbauend auf den theoretischen Ausführung auf AMVWiki.org vornimmt:
1. Erzählkunst: Es werden sowohl Musik als auch dazu passende Videoszenen benutzt, um eine eigene Geschichte zu erzählen, die mit der ursprünglichen Handlung des Animes einhergeht oder bestimmte Teile dieser benutzt, um eine ganz eigene Vorstellung umzusetzen.
2. Informativ: Das Musikvideo konzentriert sich auf die Vermittlung einer Nachricht, die oft mit den Gefühlen des Erstellers bezüglich Themen wie Liebe, Krieg, Unschuldigkeit usw. in Verbindung steht.
3. Untersuchung von Themen: Ein Teil der Videos setzt sich mit der Entwicklung von Charakteren, ihrer Persönlichkeit, Biographie und auch Beziehungen auseinander. Sie werden dabei manchmal auch auf Gemeinsamkeiten und Analogien untersucht.

## Rechtliche Situation
Nach deutschem Recht ist die öffentliche Verbreitung von Anime Music Videos für nicht rein private Zwecke oder ohne Erlaubnis aller Urheber illegal. Sie verstoßen in mehrfacher Weise gegen § 106 UrhG, der sich wiederum auf die Definition Geschützter Werke § 2 UrhG bezieht. Demnach ist sowohl die Weiterverarbeitung der Anime als auch das Vervielfältigen der Musik ein Verstoß gegen das Urheberrecht, wenn diese öffentlich zugänglich gemacht werden. Den immer wieder gefundenen Hinweisen, dass es sich, analog zu Fansubs, um eine Grauzone handle, muss widersprochen werden, da es eine klare gesetzliche Regelung gibt.
So ist es nach deutschem Urheberrecht illegal, AMVs zu publizieren – dennoch kommt es recht selten zu Klagen, da die Videos eine gewisse Ambivalenz aufweisen. Das heißt, sie sind sowohl Urheberrechtsverletzungen als auch Werbung in einem. Häufigster Angriffspunkt solcher Videos ist die Musik, da diese oft nicht modifiziert wird und somit eine direkte Kopie darstellt. So sind AMVs, als auch UMVs, in vielen Ländern durch die vorherrschende Gesetzgebung als illegal einzustufen.
Trotz dieser Einschränkungen werden Anime Music Videos selbst auf industriellen Ausstellungen und Messen aufgeführt, oder es werden sogar Wettbewerbe wie der AMV Iron Chef – eine Anspielung auf die Kochsendung Iron Chef – abgehalten, bei denen die Teilnehmer in einem vorgegebenen Zeitlimit ein AMV erstellen müssen, das anschließend bewertet wird. Außerhalb Japans wird davon ausgegangen, dass der Markt nicht groß genug ist, dass sich ein Vorgehen der Lizenzbesitzer rechtfertigen würde, da insbesondere der werbende Charakter überwiegen würde. Dies kann aber nicht als Schutz gegen rechtliche Schritte verstanden werden. So musste beispielsweise die größte Seite der Szene AnimeMusicVideos.org im Jahr 2005 über 2000 Videos von ihren Servern entfernen, nachdem Wind-Up Records eine Abmahnung zusammen mit einer Unterlassungserklärung erwirkt hatte.